# 奥尔德日赫·鲁尔茨
奥尔德日赫·鲁尔茨（捷克語：Oldřich Rulc，1911年3月28日—1969年4月4日），捷克男子足球运动员，司职前锋。他曾代表捷克斯洛伐克国家队参加1938年国际足联世界杯，结果队伍止步八强。